# Premio Pulitzer per il miglior editoriale
Il premio Pulitzer per il miglior editoriale (Pulitzer Prize for Editorial Writing) è uno dei quattordici premi Pulitzer per il giornalismo che vengono conferiti ogni anno negli Stati Uniti d'America. Viene assegnato a un editoriale che si sia distinto per chiarezza di stile, intento morale, solida argomentazione ed efficacia nell'influenzare l'opinione pubblica nella direzione intesa dall'autore.

Assegnato a partire dal 1917, è uno dei 7 premi Pulitzer originali, mentre a partire dal 1922 viene riconosciuto anche un premio Pulitzer per la miglior vignetta editoriale. Dal 1980 vengono annunciati anche i nomi dei finalisti, di solito due oltre al vincitore.

## Albo d'oro

### Anni 1910
- 1917: autore non citato, New-York Tribune, per un articolo sul primo anniversario dell'affondamento del Lusitania
- 1918: autore non citato, The Courier-Journal (Louisville, KY), per l'articolo 'Vae Victis!' e l'editoriale 'War Has Its Compensation'
- 1919: non assegnato

### Anni 1920
- 1920: Harvey E. Newbranch, Evening World Herald (Omaha, Nebraska), per 'Law and the Jungle'
- 1921: non assegnato
- 1922: Frank M. O'Brien, New York Herald, per 'The Unknown Soldier'
- 1923: William Allen White, Emporia Gazette (Kansas), per 'To an Anxious Friend'
- 1924: autore non citato, Boston Herald, per 'Who Made Coolidge?'
- 1925: autore non citato, The Post and Courier (Charleston), per 'Plight of the South'
- 1926: Edward M. Kingsbury, The New York Times, per 'House of a Hundred Sorrows'
- 1927: F. Lauriston Bullard, Boston Herald, per 'We Submit'
- 1928: Grover Cleveland Hall, Montgomery Advertiser, per i suoi editoriali contro criminalità organizzata, flagellazione e intolleranza religiosa e razziale
- 1929: Louis Isaac Jaffe, The Virginian-Pilot (Norfolk), per l'editoriale 'An Unspeakable Act of Savagery' sul tema del linciaggio

### Anni 1930
- 1930: non assegnato
- 1931: Charles S. Ryckman, Fremont Tribune (Fremont (Nebraska)), per 'The Gentlemen from Nebraska'
- 1932: non assegnato
- 1933: autore non citato, The Kansas City Star, per la sua serie di editoriali su temi nazionali e internazionali
- 1934: E. P. Chase, Atlantic News-Telegraph (Iowa), per 'Where is Our Money?'
- 1935: non assegnato
- 1936: Felix Morley, The Washington Post, per i suoi considerevoli editoriali scritti durante l'anno
- 1936: George B. Parker, Scripps-Howard Newspapers, per i suoi considerevoli editoriali scritti durante l'anno
- 1937: John W. Owens, The Baltimore Sun, per i suoi considerevoli editoriali scritti durante l'anno
- 1938: William Wesley Waymack, The Des Moines Register, per i suoi considerevoli editoriali scritti durante l'anno
- 1939: Ronald G. Callvert, The Oregonian (Portland, OR), per 'My Country 'Tis of Thee' e per i suoi altri considerevoli editoriali scritti durante l'anno

### Anni 1940
- 1940: Bart Howard, St. Louis Post-Dispatch, per i suoi considerevoli editoriali scritti durante l'anno
- 1941: Reuben Maury, New York Daily News, per i suoi considerevoli editoriali scritti durante l'anno
- 1942: Geoffrey Parsons, New York Herald Tribune, per i suoi considerevoli editoriali scritti durante l'anno
- 1943: Forrest W. Seymour, The Des Moines Register, per i suoi considerevoli editoriali scritti durante il 1942
- 1944: Henry J. Haskell, The Kansas City Star, per i suoi considerevoli editoriali scritti durante il 1943
- 1945: George W. Potter, The Providence Journal, per i suoi considerevoli editoriali scritti durante il 1944, in particolare quelli sulla libertà di stampa
- 1946: Hodding Carter, Delta Democrat-Times (Greenville, Mississippi), per una serie di editoriali pubblicati nel 1945 su temi di intolleranza razziale, economica e religiosa, come per esempio 'Go for Broke'"
- 1947: William H. Grimes, The Wall Street Journal, per i suoi considerevoli editoriali scritti durante l'anno
- 1948: Virginius Dabney, Richmond Times-Dispatch, per i suoi considerevoli editoriali scritti durante l'anno
- 1949: John H. Crider, Boston Herald, per i suoi considerevoli editoriali scritti durante l'anno

### Anni 1950
- 1950: Carl M. Saunders, Jackson Citizen Patriot (Michigan), per i suoi considerevoli editoriali scritti durante l'anno
- 1951: William Harry Fitzpatrick, New Orleans States, per la sua serie di editoriali su temi costituzionali 'Government by Treaty'
- 1952: Louis LaCoss, St. Louis Globe Democrat, per 'The Low Estate of Public Morals'
- 1953: Vermont Connecticut Royster, The Wall Street Journal, per i suoi considerevoli editoriali scritti durante l'anno
- 1954: Don Murray, Boston Herald, per la sua serie di editoriali sulla difesa nazionale
- 1955: Royce Howes, Detroit Free Press, per l'editoriale 'The Cause of a Strike' sugli scioperi del 1954 dei lavoratori della Chrysler
- 1956: Lauren K. Soth, The Des Moines Register (Des Moines, Iowa), per l'editoriale che invitava una delegazione agricola dell'Unione Sovietica a visitare l'Iowa
- 1957: Buford Boone, The Tuscaloosa News, per 'What a Price for Peace'
- 1958: Harry Ashmore, Arkansas Gazette, per i suoi editoriali sul conflitto di integrazione scolastica di Little Rock
- 1959: Ralph McGill, The Atlanta Constitution, per i suoi editoriali del 1958, come 'A Church, A School...'

### Anni 1960
- 1960: Lenoir Chambers, The Virginian-Pilot (Norfolk), per i suoi editoriali sui problemi di integrazione scolastica in Virginia, come 'The Year the Schools Closed' e 'The Year the Schools Opened' del 1959
- 1961: William J. Dorvillier, The San Juan Star, per i suoi editoriali sulle interferenze clericali nelle elezioni governatoriali del 1960 in Porto Rico
- 1962: Thomas M. Storke, Santa Barbara News-Press, per i suoi editoriali sull'associazione politica statunitense John Birch Society
- 1963: Ira B. Harkey Jr., Pascagoula Chronicle, per i suoi editoriali sulla crisi d'integrazione in Mississippi nel 1962
- 1964: Hazel Brannon Smith, Lexington Advertiser, per i suoi editoriali durante l'anno
- 1965: John R. Harrison, The Gainesville Sun (Florida), per la sua efficace campagna editoriale sulla questione degli alloggi nella sua città
- 1966: Robert Lasch, St. Louis Post-Dispatch, per i suoi editoriali durante il 1965
- 1967: Eugene Patterson, The Atlanta Constitution, per i suoi editoriali durante l'anno
- 1968: John S. Knight, Knight Newspapers, per i suoi editoriali durante l'anno
- 1969: Paul Greenberg, Pine Bluff Commercial (Pine Bluff, Arkansas), per i suoi editoriali durante il 1968

### Anni 1970
- 1970: Philip L. Geyelin, The Washington Post, per i suoi editoriali durante il 1969
- 1971: Horance G. Davis Jr., The Gainesville Sun (Florida), per i suoi editoriali in supporto della pacifica Desegregazione delle scuole della Florida.
- 1972: John Strohmeyer, Bethlehem Globe-Times (Bethlehem (Pennsylvania)), per i suoi editoriali volti a ridurre le tensioni razziali a Bethlehem
- 1973: Roger B. Linscott, The Berkshire Eagle (Pittsfield, Massachusetts), per i suoi editoriali durante il 1972
- 1974: F. Gilman Spencer, The Trentonian (Trenton, New Jersey), per i suoi editoriali sugli scandali del governo dl New Jersey
- 1975: John Daniell Maurice, Charleston Daily Mail, per i suoi editoriali sulla controversia dei libri scolastici della Contea di Kanawha
- 1976: Philip P. Kerby, Los Angeles Times, per i suoi editoriali contro la segretezza su questioni governative e la censura su questioni giudiziarie
- 1977: Warren L. Lerude, Foster Church e Norman F. Cardoza, Reno Evening Gazette and Nevada State Journal, per editoriali contro il potere di un gestore di case di tolleranza
- 1978: Meg Greenfield, The Washington Post, per i suoi editoriali
- 1979: Edwin M. Yoder Jr., Washington Star

### Anni 1980
- 1980: Robert L. Bartley, The Wall Street Journal
- 1981: non assegnato
- 1982: Jack Rosenthal, The New York Times
- 1983: Redazione del The Miami Herald, per la campagna contro la detenzione di immigranti clandestini Haitiani da parte di funzionari federali
- 1984: Albert Scardino, Georgia Gazette, per una serie di editoriali su varie questioni locali e statali
- 1985: Richard Aregood, Philadelphia Daily News, per vari suoi editoriali
- 1986: Jack Fuller, Chicago Tribune, per i suoi editoriali su questioni costituzionali
- 1987: Jonathan Freedman, The San Diego Union-Tribune (San Diego, California), per i suoi editoriali sulla riforma dell'immigrazione negli Stati Uniti
- 1988: Jane Healy, Orlando Sentinel, per la sua serie di editoriali di denuncia del sovrasviluppo della Contea di Orange (Florida).
- 1989: Lois Wille, Chicago Tribune, per una serie di editoriali su varie questioni locali

### Anni 1990
- 1990: Thomas J. Hylton, Pottstown Mercury (Pennsylvania), per i suoi editoriali sull'emissione di un prestito obbligazionario locale per la conservazione di spazi agricoli e rurali in Pennsylvania
- 1991: Ron Casey, Harold Jackson e Joey Kennedy, The Birmingham News, per la loro campagna editoriale sulle iniquità del sistema di tassazione in Alabama
- 1992: Maria Henson, Lexington Herald-Leader (Kentucky), per i suoi editoriali sulle donne maltrattate in Kentucky
- 1993: non assegnato
- 1994: R. Bruce Dold, Chicago Tribune, per la sua serie di editoriali di denuncia del sistema di welfare per i bambini in Illinois
- 1995: Jeffrey Good, St. Petersburg Times (Florida), per la sua campagna editoriale sul sistema di successione delle proprietà immobiliari in Florida
- 1996: Robert B. Semple, Jr., The New York Times, per i suoi editoriali su temi ambientali
- 1997: Michael Gartner, Daily Tribune (Ames, Iowa), per i suoi editoriali su questioni legate alla gente della sua comunità
- 1998: Bernard L. Stein, Riverdale Press (The Bronx, New York), per i suoi editoriali sulla politica e altri temi riguardanti i residenti di New York
- 1999: Redazione del New York Daily News, per l'efficace campagna per il salvataggio dell'Apollo Theater di Harlem dalla chiusura dovuta alla cattiva gestione finanziaria

### Anni 2000
- 2000: John C. Bersia, Orlando Sentinel, per l'appassionata campagna editoriale contro le pratiche di prestito predatorio
- 2001: David Moats, Rutland Herald, per i suoi editoriali sulle questioni di divisione nelle unioni civili delle coppie dello stesso sesso
- 2002: Alex Raksin e Bob Sipchen, Los Angeles Times, per i loro editoriali sui senza tetto con problemi mentali
- 2003: Cornelia Grumman, Chicago Tribune, per i suoi editoriali sulla riforma della pena di morte
- 2004: William R. Stall, Los Angeles Times, per i suoi editoriali sul governo dello Stato della California
- 2005: Tom Philp, Sacramento Bee, per i suoi editoriali sulla bonifica della Hetch Hetchy Valley in California
- 2006: Rick Attig e Doug Bates, The Oregonian (Portland, Oregon), per i loro editoriali sugli abusi in un ospedale psichiatrico dimenticato in Oregon
- 2007: Redazione del New York Daily News, per i loro editoriali sugli effetti per la salute dei lavoratori del Sito del World Trade Center altrimenti ignorati dalla città e dalla nazione
- 2008: non assegnato
- 2009: Mark Mahoney, The Post-Star (Glens Falls, New York), per i suoi editoriali sui rischi dovuti alla segretezza del governo locale e sul diritto di sapere dei cittadini

### Anni 2010
- 2010: Tod Robberson, Colleen McCain Nelson e William McKenzie, The Dallas Morning News, per i loro editoriali sulle disparità economiche e sociali presenti nella città di Dallas
- 2011: Joseph Rago, The Wall Street Journal, per i suoi editoriali sulla riforma della Sanità del presidente Barack Obama
- 2012: non assegnato
- 2013: Tim Nickens e Daniel Ruth, Tampa Bay Times, per la loro campagna contro la decisione di interrompere la fluorizzazione dell'acqua nella contea locale
- 2014: Redazione del The Oregonian, Portland, Oregon, per gli editoriali sui crescenti costi delle pensioni
- 2015: Kathleen Kingsbury, The Boston Globe per gli editoriali sulle disparità di guadagno nel mondo dei ristoranti
- 2016: John Hackworth e Brian Gleason, Sun Newspapers, Charlotte Harbor, Florida per i loro editoriali sull'uccisione di una persona in casa di correzione da parte degli agenti
- 2017: Art Cullen, The Storm Lake Times, Storm Lake, per gli editoriali che sulla base di tenaci ricerche, notevole competenza e scrittura coinvolgente hanno sfidato gli interessi di potenti imprese del settore agricolo dell'Iowa[3].
- 2018: Andie Dominick, The Des Moines Register, Des Moines, per la disamina chiara, indignata e priva di luoghi comuni o sentimentalismo delle dannose conseguenze della privatizzazione dell'amministrazione della sanità per i residenti dell'Iowa[4].
- 2019: Brent Staples, The New York Times, per gli editoriali scritti con straordinaria chiarezza morale che tracciano le fratture razziali nella società statunitense in un momento cruciale della storia nazionale[5].

### Anni 2020
- 2020: Jeffery Gerritt, Palestine Herald-Press, per gli editoriali che denunciavano la morte di detenuti in attesa di giudizio in un piccolo penitenziario di una contea del Texas
- 2021: Robert Greene, Los Angeles Times, per editoriali su forze di polizia, istituti penitenziari, riforma della cauzione e salute mentale che hanno esaminato in modo chiaro il sistema giudiziario di Los Angeles
- 2022: Lisa Falkenberg, Michael Lindenberger, Joe Holley e Luis Carrasco, Houston Chronicle, per una campagna che ha rivelato la repressione degli elettori, ha respinto il mito di una diffusa frode elettorale ed ha ispirato sensate riforme elettorali
- 2023: Amy Driscoll e il comitato editoriale del The Miami Herald per una campagna incentrata sulle numerose promesse non mantenute dei funzionari pubblici della Florida relative al miglioramento dei servizi e del comfort ai residenti dello stato
- 2024: David E. Hoffman, The Washington Post, per una serie ben documentata sulle nuove tecnologie e sulle tattiche utilizzate dai regimi autoritari per reprimere il dissenso nell'era digitale